# Собко Петро Іванович
Петро́ Іва́нович Собко́ (18 (30) травня 1819, Київ — 14 листопада (26 листопада) 1870, Санкт-Петербург) — російський інженер і вчений у галузі будівельної механіки та залізничної справи.   

## Біографія
1840 закінчив інститут корпусу інженерів шляхів сполучення в Петербурзі, потім викладав у ньому. Від 1848 — професор цього інституту. Перший у Російській імперії викладав будівельну механіку як окрему галузь.  1853 року організував лабораторію випробування будівельних матеріалів.  
1857 відряджений до США вивчати будову мостів. З 1869 року працював начальником служби тяги  і рухомого складу Петербурзько-Варшавської залізниці. 

## Творчі здобутки
Залишив низку праць з будівельної механіки і залізничного будівництва, зокрема підручники і посібники («Пам'ятна книжка для інженерів та архітекторів», 1854).
Конструктор низки мостів й інших споруд. Зокрема, 1839—1840  під керівництвом Станіслава Кербедза спроектував висячий міст через Неву. Застосував сталеві елементи у дерев'яних мостових фермах (фермах Гау). 

## Основні публікації
- Теория сопротивления строительных материалов // Журнал главного управления путей сообщения и публичных зданий. — 1850. — Т. 11. — Кн. 1—2.
- Исследование вопроса об употреблении железа в сооружениях на железных дорогах // Журнал главного управления путей сообщения и публичных зданий. — 1851. — Т. 13—14. — Кн. 1.
- Памятная книжка для инженеров и архитекторов... — Ч. 1. — Санкт-Петербург, 1854. — (Совместно с В. Глуховым).

## Зовнышны посилання
- Петро Іванович Собко. Біографія [Архівовано 27 вересня 2007 у Wayback Machine.] (рос.)